# Внешняя политика Боливии
Внешняя политика Боливии — это общий курс Боливии в международных делах. Внешняя политика регулирует отношения Боливии с другими государствами. Реализацией этой политики занимается Министерство иностранных дел Боливии.

## История
Внешние отношения Боливии определяются ее географическим положением и местом в мировой экономике. Боливия располагается практически в центре Южной Америки и потеряла ряд территорий в конфликтах с пограничными странами. Наряду с Парагваем Боливия является южноамериканской страной не имеющей выхода к морю и зависит от позиции соседних стран по предоставлению доступа к портам. Из-за сильной экономической зависимости Боливия имеет мало рычагов влияния при переговорах на международной арене. Современная Боливия составляет примерно половину территории от той, что была при провозглашении независимости. Причиной потери территории стал проигрыш в трёх военных конфликтах. По итогам Второй тихоокеанской войны Боливия потеряла область Антофагаста и лишилась выхода к морю после победы Чили. Утрата выхода к морю привела к тому, что Боливия по настоящее время пытается вернуть территорию дипломатическим путём. В 1903 году Боливия потерпела поражение от Бразилии в ходе войны за Акри, что также повлекло потерю значительной части территории страны на западе. В 1932 году началась война Боливии с соседним Парагваем, окончившаяся тем, что боливийцы уступили около 90 % спорной территории Чако.
С 1950-х по 1980-е годы отношения Боливии с Соединёнными Штатами Америки были нестабильными. В 1950-х и 1960-х годах США оказывали экономическую помощь Боливии, на ее долю приходился самый значительный объём помощи для стран Латинской Америки, что было обусловлено поддержкой американцами Боливийской революции 1952 года. В 1965 году к власти в Боливии пришёл генерал Овандо и отношения с США значительно ухудшились. В 1971 году при правлении президента Боливии Хуана Хосе Торреса студенты сожгли американо-боливийский центр, а военное правительство изгнало Корпус мира. В конце 1970-х годов президент США Джимми Картер приостановил оказание военной помощи Боливии и начал проводить кампанию за переход это страны от военного правления к демократии. В начале 1980-х годов США отказались признавать военную хунту Боливии из-за их предполагаемых связей с наркобизнесом.
В 1983 году произошёл переход Боливии к демократической форме правления, что повлекло за собой улучшение отношений с соседними странами. Боливия наладила отношения и с крупными региональными державами: Бразилией и Аргентиной. В начале 1989 года отношения с Бразилией были на самом высоком уровне за последние десятилетия, о чем свидетельствуют подписание торговых соглашений. Отношения с Аргентиной были временами напряжёнными из-за неспособности Аргентины оплатить поставленный Боливией природный газ. Боливийско-чилийские отношения остались на низком уровне, так как Боливия не теряет надежды на восстановление доступа к Тихому океану. В 1980-х годах Боливия придерживалась политики неприсоединения, установила отношения с Советским Союзом, Кубой, странами Восточной Европы и Организацией освобождения Палестины (ООП). С Венгрией Боливия подписала торговые соглашения. Боливия также сохраняет присутствие в Организации американских государств и Организации Объединённых Наций.
31 октября 2023 года Боливия разорвала дипломатические отношения с Израилем в ответ на «преступления против человечности» в секторе Газа, став одной из первых стран, предпринявших такой шаг. Аналогичные действия боливийские власти предприняли по схожему поводу в 2009 году, отношения были восстановлены только в 2020-м.